# 다니구치 게이
다니구치 게이(일본어: 谷口 圭, 1974년 7월 15일 ~ )는 일본의 전 축구 선수이다.

## 구단 경력
1993년 J1리그의 나고야 그램퍼스 에이트에 입단했다. 1995년에 천황배 우승을 차지했다. 1997년 재팬 풋볼 리그의 브럼멜 센다이로 이적했다. 1998년부터 2002년까지 에히메 FC에서 뛰었다. 2002년후 현역 은퇴.